# L'As de cœur (film, 1983)
 (décembre 2023).
Pour plus de détails, voir Fiche technique et Distribution.
L'As de cœur (Stroker Ace) est un film américain réalisé par Hal Needham, sorti en 1983.

## Fiche technique
- Titre français : L'As de cœur
- Titre original : Stroker Ace
- Réalisation : Hal Needham
- Scénario : Hugh Wilson et Hal Needham d'après le roman de William Neely et Robert K. Ottum
- Photographie : Nick McLean (en)
- Montage : William D. Gordean et Carl Kress
- Musique : Al Capps
- Production : Hank Moonjean
- Pays d'origine : États-Unis
- Format : Couleurs - 1,85:1 - Mono
- Genre : Comédie, action
- Durée : 94 minutes
- Date de sortie : 1983

## Distribution
- Burt Reynolds : Stroker Ace
- Ned Beatty : Clyde Torkle
- Jim Nabors : "Lugs" Harvey
- Parker Stevenson : Aubrey James
- Loni Anderson : Pembrook Feeny
- John Byner : "Doc" Seegle
- Frank O. Hill : "Dad" Seegle
- Cassandra Peterson : Elvira
- Bubba Smith : Arnold
- Warren Stevens : Jim Catty
- Alfie Wise : Charlie
- Cary Guffey : "P'tit Doc"
- Neil Bonnett : lui-même
- Dale Earnhardt : lui-même
- Harry Gant : lui-même
- David Hobbs : lui-même
- Terry Labonte : lui-même
- Benny Parsons : lui-même
- Kyle Petty : lui-même
- Richard Petty : lui-même
- Jerry Reed : lui-même
- Tim Richmond : lui-même
- Ricky Rudd : lui-même
- Linda Vaughn : lui-même
- Cale Yarborough : lui-même
- Ken Squier : lui-même
- Chris Economaki : lui-même

## Distinctions
- 4 prix nommés aux Razzie Awards en 1984 :
  - pire film
  - pire actrice (Loni Anderson)
  - pire réalisateur (Hal Needham)
  - pire révélation
- ainsi qu'une récompense :
  - pire second rôle masculin (Jim Nabors)